# South Mountain
South Mountain – miasto w Stanach Zjednoczonych, w stanie Teksas, w hrabstwie Coryell.